# Ding’an
Ding’an (chiń. 定安县; pinyin: Dìng’ān Xiàn) – powiat w Chinach, w prowincji Hajnan. W 1999 roku liczył 304 522 mieszkańców.